# Ребека Джеймс
Ребека Джеймс (на английски: Rebecca James) е австралийска писателка, авторка на бестселъри в жанровете юношески любовен роман, психологически трилър и еротична литература.

## Биография и творчество
Ребека Сафрон Джеймс е родена на 28 юли 1970 г. в Сидни, Австралия. Израства на различни места в Нов Южен Уелс – Сидни, Бурк, Уелингтън и Батхърст.
След завършването на гимназията в началото на 90-те работи като сервитьорка, а в края на 90-те като учителка по английски език в Индонезия и Япония, барман, и като телефонен оператор в Лондон. Учи в няколко висши училища, но не завършва. През 30-те си години започва заедно с партньора си да проектира кухни в Армидейл, но бизнесът им фалира и тя е напълно разорена.
Наред с отглеждането на четирите си сина с партньора си Хилари Хъдсън започва да пише романи. Първият ѝ публикуван любовен роман „Nightswimming“ от 2008 г. не е успешен и тя получава за него само 100 долара.
Когато бизнесът им е закрит, а вторият ѝ роман е отхвърлен от всички литературни агенции в Австралия, нейният агент го предлага на издателства в САЩ. Той предизвиква голям интерес и хонорарът ѝ достига един милион долара. Психотрилърът ѝ „Красиво зло“ е публикуван през 2010 г. и се счита за нейната дебютна книга. Главната героиня, 17-годишната Катрин, става свидетел на изнасилването и убийството на сестра си, и живее в анонимност. Тя среща красивата забавна и нежна Алис, с която се сприятелява. След като споделя с нея живота си разбира, че зад безгрижната купонджийка се крие огорчена, плашещо жестока млада жена. Мистериозната атмосфера, чувството за неизбежен фатален край, и шокиращата развръзка, правят секси трилъра международен бестселър. „Красиво зло“ е преведен на над 30 езика и издаден в над 50 страни по света.
Следващите ѝ романи „Sweet Damage“ (Сладка щета) и „Cooper Bartholomew is Dead“ (Купър Бартоломю е мъртъв) също са наситени секси психотрилъри.
Ребека Джеймс живее със семейството си от 2011 г. в Канбера, Австралия.

## Произведения

### Самостоятелни романи
- Nightswimming (2008)
- Beautiful Malice (2010)
Красиво зло, изд.: „Ентусиаст“, София (2010), прев. Мариана Христова
- Sweet Damage (2013)
- Cooper Bartholomew is Dead (2014)

### Серия „Реката на вълка“ (River Wolf)
1. First Omega (2016)
2. Second Alpha (2016)
3. Third Mate (2016)
4. Omega Arrival (2016)
5. The Wolves of Daos (2016)

### Новели
- Love Will Find a Way (2016)
- Lovers (2016)